# Stehlikiana ramirezi
Stehlikiana ramirezi är en insektsart som beskrevs av Young 1977. Stehlikiana ramirezi ingår i släktet Stehlikiana och familjen dvärgstritar. Inga underarter finns listade i Catalogue of Life.